# Робинсон, Джордж Фостер
Джордж Фостер Робинсон (англ. George Foster Robinson; 13 августа 1832, Хартфорд, Оксфорд, Мэн, США — 16 августа 1907, Помона, Лос-Анджелес, Калифорния, США) — американский военный деятель, подполковник Армии США. Известен тем, что в 1865 году воспрепятствовал покушению на государственного секретаря США Уильяма Генри Сьюарда, за что в 1871 году был удостоен Золотой медали Конгресса США.

## Биография

### Молодые годы
Джордж Фостер Робинсон родился 13 августа 1832 года в родном доме своей матери в Хартфорде (штат Мэн) в семье Деборы Томас (1810—1841) и Айзека Уоттса Робинсона (1806—1862).
Джордж окончил два колледжа, после чего вернулся к работе на сельскохозяйственной ферме и деревообрабатывающем предприятии своего отца в районе города Айленд-Фоллс на севере Мэна.

### Военная служба
В самый разгар гражданской войны 15 августа 1863 года Робинсон был зачислен в роту «B» 8-го волонтёрского пехотного полка Мэна. 20 мая 1864 года во время битвы при Уэйр-Боттом-Чёрч кампании Бермуда-Хандред в Виргинии он был ранен в правую ногу ниже колена и надолго вышел из строя, проведя большую часть следующего года в больницах Вашингтона. 11 апреля 1865 года 32-летний сержант Армии Союза Джордж Робинсон был назначен одним из двух ночных помощников прикованного к постели государственного секретаря США Уильяма Генри Сьюарда, который 5 апреля того же года был выброшен лошадьми из своего экипажа, сломав правую руку и нижнюю челюсть с правой стороны.

#### Предотвращение покушения на Сьюарда
В первые дни после окончания Гражданской войны на вечер 14 апреля 1865 года Джон Уилкс Бут вместе со своей командой южан наметил планы по обезглавливанию федерального правительства путём убийства всех возможных по Конституции преемников президента США. Бут намеревался совершить нападение на самого президента Авраама Линкольна, а его сообщники — на вице-президента Эндрю Джонсона, государственного секретаря Сьюарда и даже генерала Улисса Гранта, который случайно оказался в дороге на пути в Филадельфию. При этом нападения на двух последних не пошли дальше намерений, а сам Бут изначально планировал просто похитить Линкольна. Ответственным за нападение на Сьюарда был Льюис Торнтон Пауэлл, известный также как Льюис Пэйн. В тот же день за обедом в доме Сьюардов миссис Сьюард пожелала, чтобы Робинсон взял для своего дежурства время с 8 вечера до 2 утра вместо обычного с 2 утра до 8 утра.

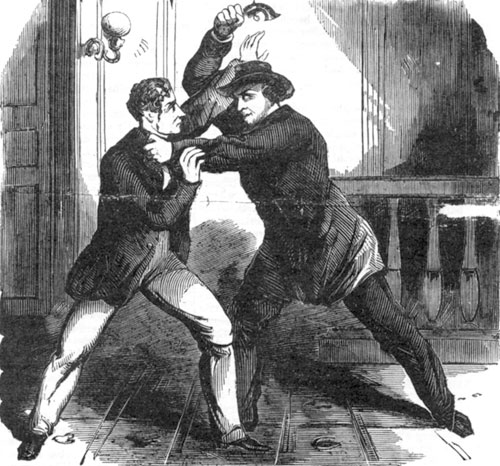
Пауэлл атакует Фредерика Сьюарда

Вечером Бут отправился в театр Форда, а всего в нескольких кварталах от этого места Пауэлл направился к дому Сьюарда. Около 10 часов вечера Пауэлл, позвонив в колокольчик и представившись посланником от доктора Верди, начал подниматься по лестнице дома. Подходя к двери госсекретаря в верхней зале он вдруг встретился с его сыном Фредериком, и между ними завязался разговор. Внезапно Пауэлл вытащил револьвер и направил его на лоб Фредерика, но пистолет дал осечку. Вместо того, чтобы снова нажать на спусковой крючок, Пауэлл запаниковал и ударил Фредерика револьвером по голове. Тот рухнул на пол без сознания, а пистолет Пауэлла вышел из строя. Робинсон выбежал из своей комнаты для того, чтобы узнать — в чём дело, и вдруг увидел лежащего с кровавыми ранами на голове Фредерика и Пауэлла, готовящегося открыть дверь к Сьюарду. Пауэлл быстро среагировал и ударил Робинсона рукояткой ножа в лоб. Он бросился в кабинет мимо упавшего на мгновение Робинсона, и оттолкнув прибежавшую на шум дочь госсекретаря Фанни, бросился к низкой кровати, после чего встав на колени начал энергично колоть Сьюарда в шею с правой стороны опираясь на его грудь левой рукой, в которой держал пистолет. Сьюард, спавший в полусидячем положении с запрокинутой головой, проснулся с возгласом удивления и тревоги. В первом замахе Пауэлл не смог нанести ранений, но в третий раз ударил Сьюарда в щеку.
Действия Пауэлла столкнули Сьюарда с кровати на пол позади неё, где преступник не мог добраться до госсекретаря. В это время окровавленный Робинсон встал на ноги, голыми руками накинулся на спину Пауэлла и стащил его с кровати. После этого Пауэлл ударил Робинсона в плечо и прорезал плоть до кости в двух местах, но не дошёл до большой артерии менее половины дюйма. Во время борьбы над кроватью и на полу Пауэлл без особого эффекта бил Робинсона пистолетом по голове. Спавший в своей комнате сын Сьюарда Огастус был разбужен криками Фанни и присоединился к борьбе Робинсона с Пауэллом, в то время как испуганный Дэвид Герольд выбежал из дома. Пауэлл боролся с Робинсоном, Огастусом и Фанни, однако был вынужден отступить, уколов своим ножом гонца Эмерика Ханселла, принёсшего телеграмму Сьюарду. Ранив пятерых человек не смертельно, хотя более или менее серьезно, Пауэлл выбежал на улицу, где сел на коня и бежал, бросив нож.
Вся борьба в доме продлилась не более трёх минут. После этого Робинсон нашёл Сьюарда лежащим на полу в обмороке от потери крови. Фанни склонилась над его телом в истерике. На её вопрос о том, умер ли отец, Робинсон ответил, что нет, так как его сердце продолжало биться. Они вместе, насколько это возможно, остановили поток крови из ран Сьюарда, таким  образом сохранив ему жизнь. Единственным, что спасло госсекретаря от смерти, стала металлическая фигурная шина, наложенная на лицо и шею, и таким образом помешавшая лезвию ножа дойти до яремной вены, но не предотвратившая ранений лица. После покушения одним из первых в дом прибыл генерал-лейтенант Барнс. Войдя в комнату он поинтересовался состоянием Сьюарда, кивком головы повелел Робинсону встать с колен и, предупредив его не говорить о следующем остальным, шепнул, что только что в театре Форда был застрелен президент. Робинсон спросил: «Где Стэнтон, Джонсон и остальные должностные лица Кабинета министров?», на что Барнс сказал: «Бог мой! Что вы имеете в виду?», и услышал в ответ: «Похоже, это был заговор с целью очистить все правительство, если это возможно».
Сьюард и Робинсон оправились от нанесённых во время нападения ран, проведя несколько недель в госпиталях. Робинсон стал ключевым свидетелем против Пауэлла на суде над заговорщиками. Пауэлл вместе с сообщниками были повешены по приговору суда 7 июля того же года. В письме от 10 июля 1866 года Робинсон попросил нож Пауэлла в качестве сувенира и судья-адвокат Армии США Джозеф Холт удовлетворил его просьбу после суда. Нож был подарен Робинсону военным министром Эдвином Стэнтоном. Нож с лезвием в тринадцать дюймов в длину и полтора дюйма в ширину хранился лично у Робинсона, но в настоящее время его местонахождение неизвестно.

### В отставке
19 мая 1865 года Робинсон был с почетом уволен из 8-го полка и стал клерком в Военном министерстве. На этом посту он пробыл 6 июня по ноябрь 1866 года, приняв участие в создании Великой Армии Республики. Робинсон вернулся в Айленд-Фоллс, где подал прошение и был удостоен пенсии за боевые ранения и спасение госсекретаря. Граждане штата Нью-Йорк предложили Робинсону ферму на западе и собрали 1600 долларов в качестве вознаграждения. 8 января 1869 года он вернулся на государственную службу в качестве клерка у квартирмейстера Штаба Армии.

### Награждение Золотой медалью Конгресса
В то же время депутаты Законодательного собрания Мэна выступили с предложением наградить Робинсона за его героизм. 1 марта 1871 года Конгресс США решением «16 Stat. 704» одобрил награждение Джорджа Робинсона Золотой медалью Конгресса в знак признания «героического поведения» при спасении жизни госсекретаря Уильяма Сьюарда 14 апреля 1865 года». Палата представителей США выделила ему 5 тысяч долларов наличными в «память о (его) героическом поведении».

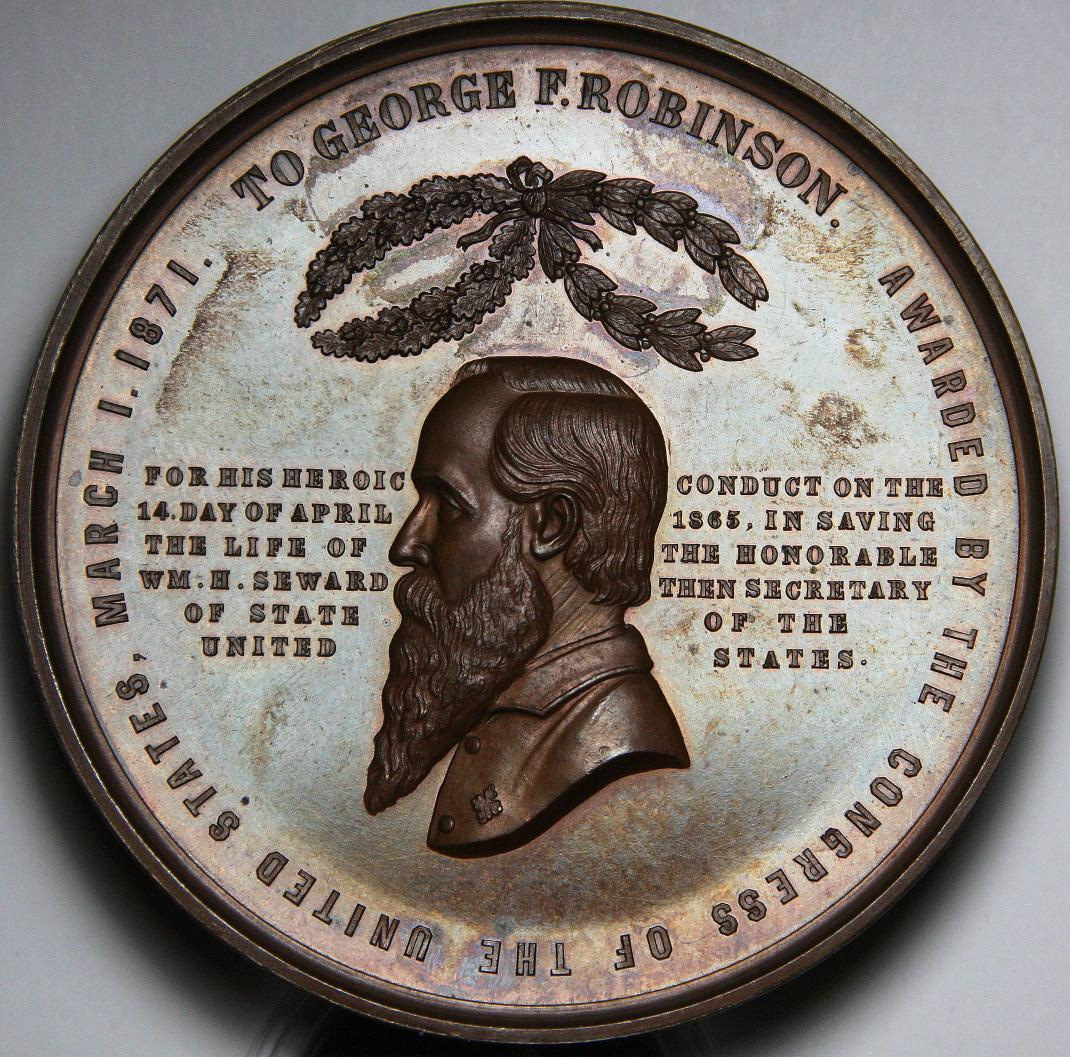
Аверс медали

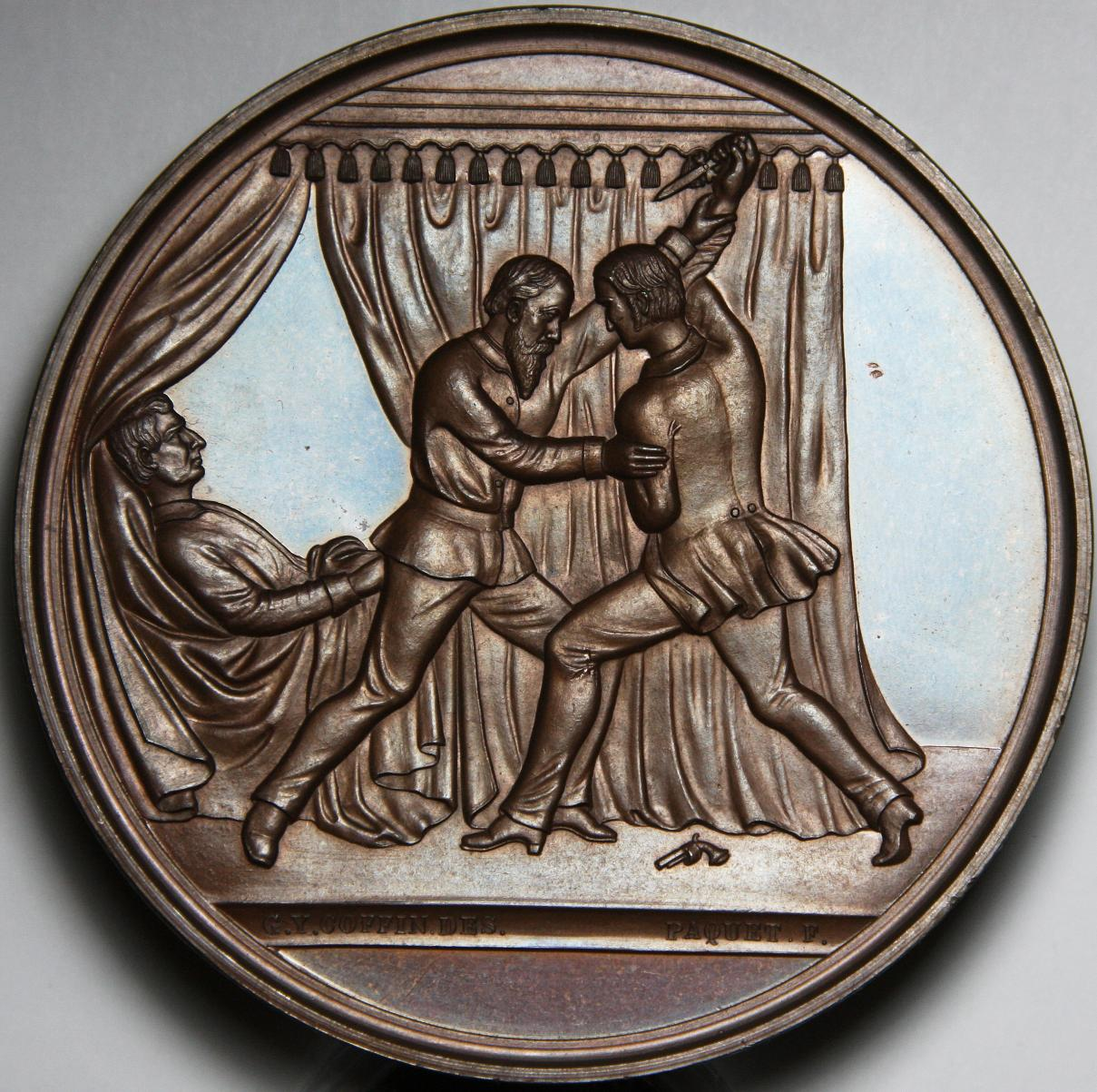
Реверс медали

Робинсон получил специально изготовленную медаль, по-видимому считавшуюся в Армии эквивалентом Медали Почёта, так как в Регистре Армии США 1901 года он значился по спискам награждённых Медалью Почёта. Робинсон стал одним из двух человек, награждённых Золотой медалью Конгресса за доблестную службу в Армии Союза — вторым был генерал Улисс Грант. Медаль Робинсона является одной из крупнейших в истории награждений Конгрессом — имеет 77 миллиметров в диаметре (в два раза больше моргановского доллара) и содержит на то время золота на 225 долларов (на её изготовление было затрачено 2 тысячи долларов). На аверсе находится барельеф бюста Робинсона в левый профиль, окружённый надписью — «Джорджу Ф. Робинсону, Награждённому Конгрессом Соединённых Штатов, Марта 1-го, 1871; За его героическое поведение 14 апреля 1865 года, в сохранении жизни Уважаемого Уильяма Г. Сьюарда, на тот момент Государственного Секретаря Соединённых Штатов» (англ. To George F. Robinson, Awarded by the Congress of the United States, March 1st, 1871; For his Heroic Conduct on the 14th of April 1865, in Saving the Life of the Honorable William H. Seward, then Secretary of State of the United States), а на реверсе — сцена борьбы между Робинсоном и Пауэллом в комнате Сьюарда.

### Продолжение службы и выход на пенсию
23 июня 1879 года Робинсон в качестве поощрения получил звание майора и должность казначея Армии США. После этого он жил в Сан-Антонио и Форт-Брауне (штат Техас), Форт-Юнионе (штат Нью-Мексико) и Эль-Пасо (штат Техас). В 1892 году во время посещения Калифорнии Робинсон купил ранчо в 20 акров с апельсиновыми деревьями в Помоне. 1 января 1896 года он ушёл в отставку после 20-летней военной службы. Вместе с женой Авророй Робинсон переехал в дом на 245-й Ист-Пасадена-стрит в Помоне, откуда их сын Эдмунд управлял семейным ранчо. 23 апреля 1906 года Робинсон получил звание подполковника. В последние годы жизни о героизме Робинсона мало кто знал, а сам он держался скромно и редко кому рассказывал о своём награждении.

### Смерть и похороны
Джордж Фостер Робинсон скончался 16 августа 1907 года от пневмонии в возрасте 75 лет в своём доме в Помоне. Он был похоронен на участке № 4733 восточной секции Арлингтонского национального кладбища под Вашингтоном (округ Колумбия). Его вдова Аврора, умершая 5 января 1922 года, была похоронена рядом с ним. Их могилы находятся рядом с Вечным огнём Джону Кеннеди.

## Личная жизнь
Приблизительно в 1865 году Робинсон женился на Роксинде Авроре Кларк (26 апреля 1841—5 января 1922). У них было двое детей: Джордж Прентисс Робинсон (20 октября 1866—2 августа 1946) и Эдмунд Кларк Робинсон (8 сентября 1875—14 октября 1945). Джордж стал садоводом и членом совета директоров Цитрусовой ассоциации Индиан-Хилла, а Эдмунд — гражданским инженером.

## Память
В 1965 году к годовщине столетия со дня нападения на Линкольна и Сьюарда по решению Конгресса США 10,415-футовый пик Чугачских гор, располагающийся примерно в 90 милях к северо-востоку от Анкориджа (штат Аляска), был назван в честь сержанта Робинсона. Выбор такого места был обусловлен тем, что Сьюард через два года после спасения стал посредником при покупке Аляски у России. В 1965 году по решению Комиссии столетия гражданской войны Мэна гора Мэй близ Айленд-Фоллса была переименована в гору Робинсон. Несмотря на это в последующие годы история Робинсона была в значительной степени забыта.